# Most Lubuski
Most Lubuski – jednojezdniowy czteropasmowy most drogowy przez Wartę w Gorzowie Wielkopolskim, wzdłuż drogi krajowej nr 22 na odcinku Trasy Nadwarciańskiej. Główna konstrukcja mostu – cztery stalowe przęsła usadowione na palach wbitych 12 m poniżej dna rzeki, wykonana została w gorzowskich zakładach Zremb.